# Paz de Picquigny
A paz de Picquigny ou tratado de Picquigny foi um tratado de paz negociado em 29 de agosto de 1475 entre o Reino da Inglaterra e o Reino da França. Isso se seguiu a uma invasão da França por Eduardo IV da Inglaterra, em aliança com a Borgonha e a Bretanha. Isso deixou Luís XI da França livre para lidar com a ameaça representada por Carlos, o Ousado, duque de Borgonha.

## Antecedentes
Após o Tratado de Londres em 1474, Carlos, o Ousado, duque da Borgonha, concordou em ajudar a Inglaterra com uma invasão da França. Em junho de 1475, Eduardo IV desembarcou na costa da França. Eduardo IV tinha um exército de cerca de 11 000 e mais 2 000 arqueiros da Bretanha enquanto Luís XI tinha um exército de 50 000. O plano de Eduardo era marchar através do território da Borgonha até Reims. No entanto, Carlos falhou em fornecer o apoio que havia prometido e recusou-se a permitir que os ingleses entrassem nas cidades controladas pela Borgonha. Eduardo também recebeu pouco apoio de seu outro aliado Francisco II, duque da Bretanha.
Luis então mandou Eduardo dizer que ele estava disposto a oferecer mais do que os aliados de Edward podiam. Ele induziu Eduardo a negociar um acordo.

## Tratado

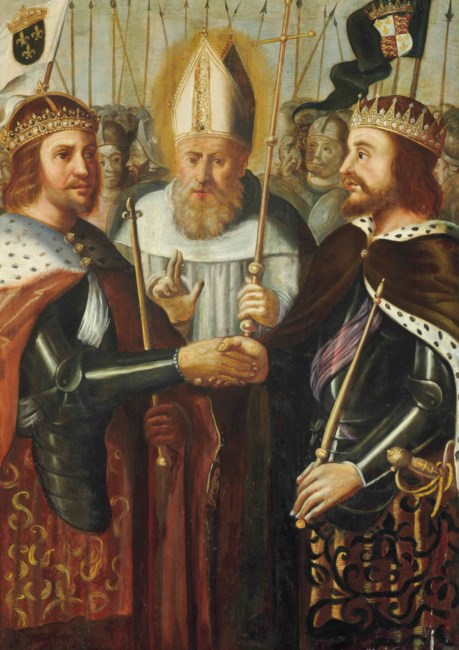
Aliança entre Luís XI e Eduardo IV, provavelmente uma representação do Tratado de Picquigny. Óleo sobre painel, criado por um artista do círculo de Jean Chalette (falecido em 1643).

As negociações levaram a um acordo assinado em 29 de agosto de 1475. Os dois reis concordaram com uma trégua de sete anos e o livre comércio entre os dois países. Luís XI deveria pagar a Eduardo IV 75 000 coroas adiantados, essencialmente um suborno para retornar à Inglaterra e não pegar em armas para perseguir sua reivindicação ao trono francês. Ele então receberia uma pensão anual de 50 000 coroas.
Outras disposições do tratado diziam que se um dos reis experimentasse uma rebelião, o outro forneceria apoio militar para derrotá-la. A filha de Eduardo, Isabel de York, iria se casar com o Delfim Carlos quando ela atingisse a maioridade. A reivindicação inglesa ao trono francês estava sujeita a arbitragem junto com outras divergências entre os monarcas. Um comitê deve se reunir anualmente para discutir as questões e suas conclusões devem ser vinculativas. Deveria compreender os arcebispos da Cantuária e Lião, o irmão de Eduardo, Jorge, Duque de Clarence, e Luís I de Orleães-Longueville.
Além do rei, seus principais conselheiros também recebiam pensões dos franceses. Thomas Rotherham, o chanceler tinha 1 000 coroas por ano. John Morton tinha 600 coroas e Sir John Howard e Sir Thomas Montgomery 1 200 cada. William Hastings, primeiro Barão Hastings, que havia sido o principal defensor do tratado, deveria receber 2 000 coroas por ano.

## Relatório de Commines
Os detalhes das negociações são relatados pelo cronista Philippe de Commines, que afirma que o duque de Gloucester (posteriormente rei Ricardo III) se opôs ao tratado, considerando-o desonroso. Ele se recusou a participar das negociações. No entanto, ele se juntou às comemorações em Amiens depois que ela foi concluída. Commines também retransmite uma série de comentários sarcásticos feitos pelo rei francês sobre o notório mulherengo de Eduardo, bem como seu medo dos ingleses por causa dos eventos da Guerra dos Cem Anos.
O aparente suborno no tratado gerou certa insatisfação de ambos os lados. Vários comentaristas, tanto ingleses quanto franceses, consideraram isso desonroso. Louis de Bretaylle, enviado inglês à Espanha, confidenciou que esse negócio duvidoso tirou a honra de todas as vitórias militares anteriores de Eduardo.